# Epeiroides bahiensis
Epeiroides bahiensis là một loài nhện trong họ Araneidae.
Loài này thuộc chi Epeiroides. Epeiroides bahiensis được Eugen von Keyserling miêu tả năm 1885.